# Frango-d'água-de-peito-vermelho
O frango-d’água-de-peito-vermelho (Sarothrura rufa) é uma espécie de ave da família Sarothruridae.

## Distribuição geográfica
Pode ser encontrada nos seguintes países: Angola, Botswana, Burundi, Camarões, República Centro-Africana, República do Congo, República Democrática do Congo, Etiópia, Gabão, Quénia, Libéria, Malawi, Moçambique, Namíbia, Nigéria, Ruanda, Serra Leoa, África do Sul, Suazilândia, Tanzânia, Togo, Uganda, Zâmbia e Zimbabwe.